# Encan chinois
 (mai 2009).
Si vous disposez d'ouvrages ou d'articles de référence ou si vous connaissez des sites web de qualité traitant du thème abordé ici, merci de compléter l'article en donnant les références utiles à sa vérifiabilité et en les liant à la section « Notes et références ».
Cette description s'apparente plus à celle d'un "échange chinois"... 
L'encan chinois est aussi chinois que le pâté chinois, c'est-à-dire : québécois. C'est un rituel social de Noël transformant la distribution de cadeaux en jeu de société à suspense. Ce jeu se pratique en famille, entre amis, entre collègues de travail, ou dans une fête associative. Les règles peuvent varier selon l'habitude des participants, ou des coutumes locales. On proposera ici un exemple permettant de comprendre la situation.
Avant l'événement, chaque participant achète un cadeau. Il est préférable de fixer des règles, comme :
- une fourchette de prix (pour éviter les folies et pour que les cadeaux aient des intérêts similaires) ;
- des choses qui peuvent plaire à plusieurs personnes.

Le jour dit, chaque participant, à tour de rôle, choisit un cadeau et le déballe (donc ils doivent être emballés !), parmi les cadeaux non déballés. L'ordre peut résulter du hasard, d'un tour, mais en tous cas d'une règle.
Une fois ce « premier tour » effectué, tous les cadeaux sont connus, mais pas nécessairement leur propriétaire final.
Le but du deuxième tour est de permettre le « vol » de cadeaux. Dans le même ordre, (ou pas, là aussi ça peut être l'objet d'un jeu), chaque participant choisit de conserver son cadeau ou de « piquer » celui d'un autre. Si A décide de prendre le cadeau de B, il lui refile son propre cadeau. Si un cadeau suscite la convoitise de plusieurs, il sera volé plusieurs fois, selon l'ordre du tour. Il devient donc difficile de savoir ce que l'on obtiendra à la fin, il y a matière à stratégies amusantes.
Vous pouvez choisir de faire un troisième, quatrième... tour, sur le même principe que le second. Il est préférable de déterminer le nombre de tours avant de commencer, sinon ça peut mal se terminer.
Cette situation serait une adaptation du « repas canadien », un rituel amérindien de potlatch, où l'assaut des dons pour humilier l'autre est dissous dans la redistribution. Le rituel ne permet pas de briller avec le plus beau cadeau, car tous ceux qui ne l'ont pas eu vous en voudront. Vous ne pouvez pas non plus abuser de la communauté (passager clandestin) en amenant une pacotille, vous risqueriez de rester avec, ou de vous fâcher avec un de vos amis. Le mélange de hasard, de stratégie, et de justice, vous encourage pourtant à chercher une bonne idée de cadeau, qui pourrait au cas où vous plaire. Ce « jeu » mériterait d'être étudié comme le dilemme du prisonnier, c'est un paradigme original de redistribution des richesses, qui n'est pas mécaniquement égalitaire, sans se résumer à la concurrence.